# 约翰·瓦提

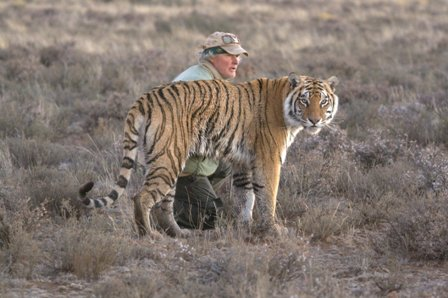
约翰·瓦提与老虎朱丽叶（Julie）

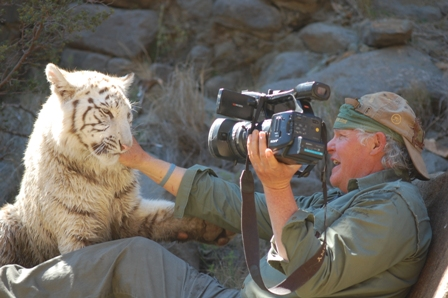
约翰·瓦提与老虎闪光（Shine）

约翰·瓦提（John Varty，1950年11月27日—），是一位南非的野生动物摄影师，同时也是南非国家地理频道影片的制片人与动物保育专家。
他是大型食肉猫科动物的愛好者，与弟弟大卫·瓦提（Dave varty）一同创办了世界闻名的南非私人野生动物保护区—伦多洛兹（Londolozi，又称为非洲老虎谷）。主要担当野生动物拍摄者与保护者，探查野生动物猎捕实录。曾推出《非洲虎啸》（Living with Tigers）等优秀的纪录片。
2011年，推出了纪录片《花豹女王》（Leopard Queen），约翰·瓦提花了17年的时间记录下了母花豹玛娜娜从出生到死亡的传奇一生。